# Kārsava
Kārsava (del alemán: Karsau) es una villa situada en la región histórica de Latgalia, en el este de Letonia. Es la cabecera del municipio de Kārsava.
Históricamente la localidad, ubicada cerca de la carretera entre Rēzekne y Ostrov, se convirtió en un centro comercial con la construcción del ferrocarril de San Petersburgo a Vilna alrededor del año 1860.